# 무어마카크
무어마카크 또는 무어원숭이(Macaca maura)는 마카크의 일종이다. 몸의 털은 갈색/검은색이며, 둔부에 연한 색의 반점과 연봉홍빛의 피부색을 띠고 있다. 몸길이는 약 50-58.5 cm이며, 열대 우림에서 무화과와 대나무, 새싹, 무척추동물과 곡물 등을 먹는다. 때로는 개를 닮은 주둥이 때문에 "개-유인원"으로 불리기도 하지만, 어떤 다른 구세계원숭이보다 유인원에 가까운 것은 아니다. 인도네시아의 술라웨시섬이 원주지이다.
무어마카크는 인구 증가와 경작지 증가에 따른 산림 벌채로 인한 서식지 감소때문에 대부분 멸종 위기에 있다. 술라웨시섬에 겨우 1000 마리의 무어마카크만이 남아 있는 것으로 추산되고 있다.